# Pseudocercosporella bakeri
Pseudocercosporella bakeri är en svampart som först beskrevs av Syd. & P. Syd., och fick sitt nu gällande namn av Deighton 1973. Pseudocercosporella bakeri ingår i släktet Pseudocercosporella och familjen Mycosphaerellaceae.   Inga underarter finns listade i Catalogue of Life.